# ميناء ماكواري
ميناء ماكواري (بالإنجليزية: Port Macquarie)‏ هي مدينة ساحلية في مجلس بورت ماكواري هاستينغز. تقع على الساحل الشمالي الأوسط لنيوساوث ويلز، أستراليا، على بعد حوالي 390 كـم (242 ميل) شمال سيدني، و570 كـم (354 ميل) جنوب بريزبان. تقع المدينة على ساحل بحر تسمان، عند مصب نهر هاستينغز، وفي الطرف الشرقي من طريق أوكسلي السريع (B56). بلغ عدد سكان المدينة وضواحيها 47973 نسمة في يونيو 2018.